# Михаило Димитријевић
Михаило Димитријевић (Смедерево, 15. јул 1886 — Дубровник, 1933) је био електромашински инжењер.

## Биографија
Дипломирао је на Техничкој високој школи у Берлину. Учествовао је у балканским ратовима и Првом светском рату.
У својству начелника електромашинског одељења Врховне команде, по ослобођењу Београда 1918. одузео управу електричне централе и трамваја Београда од белгијског Акционарског електричног друштва, тадашњег концесионара и енергични потезом омогућио београдској општини да преузме у своје власништво овај важни објекат.
На оспособљавању оштећене централе и мреже радио до 1920. Његови упорни покушаји да електропривредне проблеме Београда реши на техничкој висини и плански нису наишли на разумевање, па је прешао у Министарство грађевина на положај шефа Машинског одсека.
За управника Трамваја и осветљења у Београду, општински одбор га бира између 12 кандидата 1925.
Димитријевић је дао прве основе идејног пројекта за електрификацију Југославије. Неки елементи тог пројекта остварени су тек у новој Југославији (нпр. термоелектрана Костолац).
Имао је чин резервног ваздухопловног потпуковника. Одликован је Златном медаљом за ревносну службу, Орденом белог орла са мачевима и Орденом Светог Саве IV степена.

## Литератрура
- Милисав Ракић унив. проф. Електротехничког факултета Београд у Енциклопедији Југославије ЈЛЗ „Мирослав Крлежа“ Загреб 1984. том 3 стр 449.
- Николић, Владимир М. (2007).  Радмиловић, Чедомир, ур. Српски биографски речник, књига 3, Д-З. Нови Сад: Матица српска. ISBN 978-86-7946-001-1.
- Јовановић, Никола Б.; Зрнић, Иван, ур. (2. 8. 1925). „Из земље”. Илустровани лист. Београд. 31: 30. Приступљено 19. 11. 2018.